# Augustin Bedřich Čepl
Augustin Bedřich Čepl (11. srpna 1820 Přibyslav – 11. srpna 1891 Přibyslav, Rakousko-Uhersko) byl kupec, český vlastenec a mecenáš, starosta Přibyslavi.

## Život
Byl kupcem v Přibyslavi v domě v čp. 66 a osobním přítelem Karla Havlíčka Borovského.
V roce 1848 se angažoval v organizaci národní občanské stráže (gardy). Její útvar 24 dobrovolníků na pomoc Praze se ale vrátil z Chrudimi zpět po vyslechnutí posledních zpráv o dění v Praze. Dne 13. července 1850 proběhla první volba městské rady podle nového obecního řádu. Augustin Bedřich Čepl byl zvolen druhým radním (starostou byl zvolen Karel Hesse, prvním radním František Brichca). V roce 1861 byl zvolen starostou. V roce 1862 hostil nejvýznamnější hosty odhalení pamětní desky na rodném domě Karla Havlíčka Borovského v Borové. V lednu 1865 byl potvrzen ve funkci starosty města. V roce 1877 byl zvolen prvním okresním starostou. Tento úřad zastával do roku 1869. Dne 16. února 1869 po předešlých nehodách[zdroj?] rezignoval na funkci starosty města Přibyslavi.
V roce 1868 byl jedním ze iniciátorů tábora lidu na Žižkově poli „k povznesení kleslého stavu rolnického, průmyslu, obchodu a blahobytu vůbec“, který se uskutečnil 12. července 1868 navzdory zákazu c. k. okresního soudu v Přibyslavi. Za to mu byla udělena pokuta 100 zlatých. Dne 30. května 1870 odmítl účast v zemské podkomisi pro upravení daně pozemkové. Do funkce byl znovu zvolen v srpnu 1877 a vykonával ji až do září 1890.
V roce 1857 finančně podpořil částkou 189 zlatých a 28 krejcarů vznik ochotnického spolku;. Stalo se tak po prvním občanském maškarním plesu. Následně se stal ředitelem tohoto spolku. Tuto funkci vykonával až do roku 1863, kdy jeho funkci převzal Dr. Juren. Výtěžek ochotnických představení byl použit na opravu sochy sv. Václava a božích muk.
V roce 1862 byl vykonán pokus založit v Přibyslavi místní jednotu. Počet zájemců byl však malý a proto se přibyslavští zájemci přihlásili za členy sousedních jednot v Polné a v Německém Brodě. Starosta Čepl si ale opatřil sokolský kroj a nosil jej veřejně.

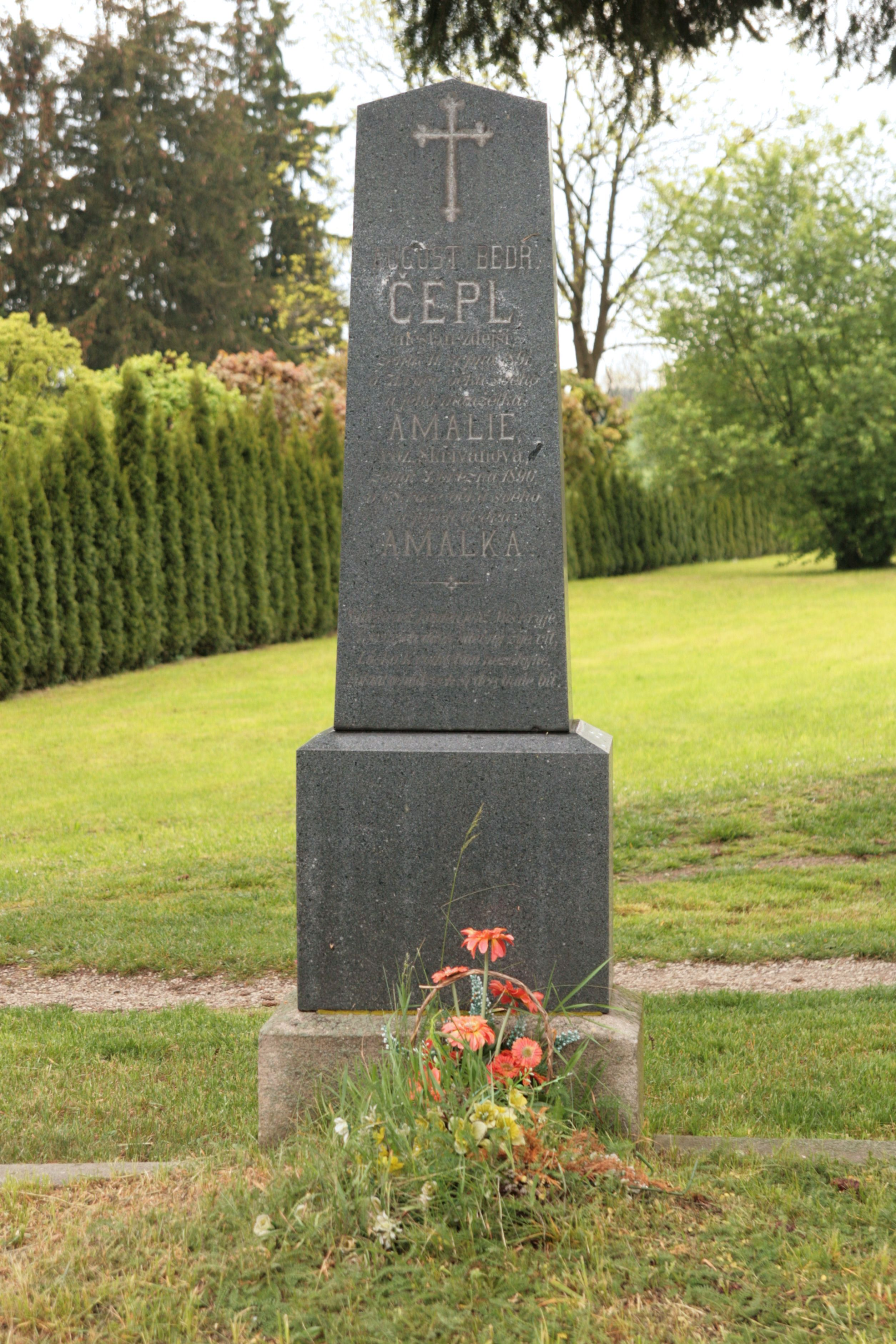
Čeplův hrob na přibyslavském hřbitově

Zemřel 11. srpna 1891. Městský úřad vyvěsil při této příležitosti prapor na zvonici při kostele sv Narození svatého Jana Křtitele a bylo zvoněno umíráčkem. Protože Augustin Bedřich Čepl přestoupil od katolického vyznání k evangelickému, farář František Knob proti tomuto protestoval a místodržitelství mu dalo za pravdu. Městská rada se v tomto odvolala k ministerstvu kultu a vyučování. Jejich odvolání bylo ale v roce 1895 ministerstvem zamítnuto. Pohřben byl v evangelické části nového hřbitova.

## Zajímavosti
Byl přítelem Karla Havlíčka od něhož dostal Ruskou dýmku, která je dnes uložena v Národním muzeu.
Čepl miloval dobu husitů. Nosil hůl s vyřezanou hlavou Jana Žižky.